# حلیمه حشلاف
حلیمه حَشلاف (زادهٔ ۶ سپتامبر ۱۹۸۸) دوندهٔ مغربی است که در دوی ۸۰۰ متر تخصص دارد. او خواهر کوچکتر عبدالقادر حشلاف، ورزشکار بین‌المللی دوی با مانع است. او در دوی ۸۰۰ متر در بازی‌های مدیترانه‌ای و فرانکفونی در سال ۲۰۰۹ مدال نقره گرفت. بهترینِ فردی او در مسافت، ۱:۵۸٫۲۷ است.

## پیشهٔ نوجوانی
حشلاف در خنیفره متولد شد و در سنین پایین فعالیت ورزشی بین‌المللی خود را آغاز کرد و در چهارده سالگی در مسابقات قهرمانی جوانان جهان در سال ۲۰۰۳ در دوی ۸۰۰ متر شرکت کرد. او به نیمه نهایی راه یافت اما نتوانست مسابقه را به پایان برساند. او در سال بعد در مسابقات قهرمانی نوجوانان جهان در سال ۲۰۰۴ موفقیت بیشتری کسب کرد، چرا که بهترین رکورد شخصی ۲:۰۶٫۴۴ را در زمین مسابقه ثبت نمود و به فینال مسابقات رسید و نهم شد.در سال ۲۰۰۵، او برای اولین بار وارد مسابقات جهانی دو صحرانوردی شد و در مجموع در مسابقات نوجوانان در ردهٔ ۳۱ قرار گرفت. در مسابقات قهرمانی جوانان جهان ۲۰۰۵ او امتیاز خود را به دست آورد و بهترین یک فصل ۲:۰۶٫۹۱ را ثبت کرد تا در نیمه نهایی پشت سر ترزا کوامبوکا نایب قهرمان شود. او در فینال موفق به تکرار این بازی نشد و با زمان ۲:۰۸٫۶۱ چهارم شد.در پایان سال او در بازی‌های فرانکفونی ۲۰۰۵ شرکت کرد و در دوی ۴ در ۴۰۰ متر امدادی، مدال برنز گرفت.
او در مسابقات قهرمانی نوجوانان منطقهٔ شمال آفریقا در ژوئیهٔ ۲۰۰۶ در ۴۰۰ متر اول شد، اما در تخصص خود توسط آیشا رزیگ شکست خورد و به مقام دوم رسید. او در مسابقات دو و میدانی قهرمانی نوجوانان جهان در سال ۲۰۰۶ به نیمه نهایی رسید و در مسابقات جهانی دوی صحرانوردی در سال ۲۰۰۷ شرکت کرد و مقام ۴۶اُم را به خود اختصاص داد.بعداً در همان سال، او در میتینگی در بیبراخ، آلمان، بهترین رکورد شخصی را با زمان ۲:۰۲٫۶۰ به ثبت رساند که او را به سومین سریع‌ترین زن نوجوان در آن سال تبدیل کرد.او در مسابقات دو و میدانی قهرمانی نوجوانان آفریقا در سال ۲۰۰۷ دو مدال کسب کرد، نقره در ۸۰۰ متر و برنز در ۱۵۰۰ متر. نکتهٔ برجسته در سال ۲۰۰۸ برای حشلاف، کسب مقام چهارم در مسابقات قهرمانی آفریقا در سال ۲۰۰۸ بود، جایی که او با زمان ۲:۰۴٫۷۴ پشت سر اگنس ساماریا به خط پایان رسید.

## پیشرفت در جوانی
فصل ۲۰۰۹ پیشرفت‌های قابل توجهی برای حشلاف به همراه داشت. او بهترین زمان جدید ۲:۰۰٫۹۱ را برای مدال نقرهٔ بازی‌های مدیترانه‌ای ۲۰۰۹ ثبت کرد، اگرچه او تا حدودی از الیزا کاسما که رکورد بازی‌ها را به نام خود ثبت کرد، عقب بود.او در اولین مسابقهٔ جهانی بزرگسالان خود در ماه بعد، مسابقات قهرمانی جهانی دو و میدانی ۲۰۰۹ شرکت کرد. حشلاف پنجمین سریع‌ترین زمان مقدماتی را در مرحلهٔ مقدماتی ثبت کرد، اما نتوانست نیمه نهایی را به پایان برساند و در میانهٔ مسابقه کنار رفت. او سال خود را با حضور در بازی‌های فرانکفونی در سال ۲۰۰۹ به پایان رساند، جایی که او مدال نقرهٔ دیگری را به دست آورد که فقط توسط هموطنش، سلطانه آیت حمو شکست خورد.در روز پایانی مسابقات، او در مادهٔ امدادی ۴×۴۰۰ متر به مدال برنز برای مراکش رسید.
حشلاف اولین حضور داخل سالنی جهانی خود را در مسابقات جهانی داخل سالن ۲۰۱۰ در ماه مارس انجام داد، اما در مرحلهٔ مقدماتی از کسب سهمیه بازماند.در شروع فصل در فضای باز، در نشست بین‌المللی دو و میدانی محمد ششم در رباط، او یک پیروزی غیرمنتظره را بر هموطنش حسنه بنحسی در بهترین عملکرد شخصی ۲:۰۰٫۶۳ به دست آورد.چند روز بعد او در گلدن گالا در رم دوید و پیروزی قابل توجهی در برابر جنت جپکوسگی و جنی میدوز، دارندگان مدال قهرمانی جهان، کسب کرد. او به راحتی در زمان ۱:۵۸٫۴۰ در دیدار لیگ دیاموند پیروز شد؛ بهترین عملکرد خود را بیش از دو ثانیه بهبود بخشید و اولین برد مهم خود را در دوران حرفه‌ای خود به ثمر رساند.

## تعلیق دوپینگ
او به دلیل نابهنجاری در گذرنامهٔ بیولوژیکی خود، از ۱۴ اکتبر ۲۰۱۳ تا ۱۸ دسامبر ۲۰۱۷، به مدت ۴ سال، محرومیت از مسابقات را پشت سر گذاشت. این باعث شد که او دومین ورزشکار خانواده‌اش باشد که از دوپینگ محروم می‌شود، زیرا برادرش عبدالقادر حشلاف نیز به دلیل دوپینگ در سال ۲۰۰۴ محروم شد.

## بهترین‌های فردی
| رویداد      | زمان (دقیقه) | محل برگزاری | تاریخ       |
| ----------- | ------------ | ----------- | ----------- |
| دو ۸۰۰ متر  | ۱:۵۸٫۲۷      | اسلو، نروژ  | ۹ ژوئن ۲۰۱۱ |
| دو ۱۵۰۰ متر | ۴:۰۶٫۶۹      | رباط، مغرب  | ۹ ژوئن ۲۰۱۳ |

- تمام اطلاعات از نمایه اتحادیه بین‌المللی فدراسیون‌های دو و میدانی گرفته شده است.

## دستاوردها
| سال  | مسابقه                          | محل برگزاری            | مقام | توضیحات             |          |
| ---- | ------------------------------- | ---------------------- | ---- | ------------------- | -------- |
| ۲۰۰۳ | مسابقات قهرمانی جوانان جهان     | شربروک، کانادا         | ۲۱ام | ۸۰۰ متر             | ۲:۱۲٫۶۶  |
| ۲۰۰۴ | مسابقات قهرمانی نوجوانان جهان   | گروستو، ایتالیا        | ۹ام  | ۸۰۰ متر             | ۲:۰۹٫۲۶  |
| ۲۰۰۵ | سابقات جهانی دوی صحرانوردی      | سنت گلمیر، فرانسه      | ۳۱ام | ۶٫۱۵۳ کیلومتر       | ۲۲:۴۲    |
| ۲۰۰۵ | مسابقات قهرمانی جوانان جهان     | مراکش، مغرب            | ۴ام  | ۸۰۰ متر             | ۲:۰۸٫۶۱  |
| ۲۰۰۵ | بازی‌های فرانکفونی               | نیامی، نیجر            | ۴ام  | ۸۰۰ متر             | ۲:۰۹٫۶۴  |
| ۲۰۰۵ | بازی‌های فرانکفونی               | نیامی، نیجر            | ۳ام  | ۴ در ۴۰۰ متر امدادی | ۳:۴۲٫۴۸  |
| ۲۰۰۶ | مسابقات جهانی نوجوانان          | پکن، چین               | ۱۲ام | ۸۰۰ متر             | ۲:۰۷٫۰۷  |
| ۲۰۰۷ | مسابقات جهانی دوی صحرانوردی     | مومباسا، کنیا          | ۴۶ام | ۶ کیلومتر           | ۲۴:۰۱    |
| ۲۰۰۷ | مسابقات قهرمانی نوجوانان آفریقا | واگادوگو، بورکینا فاسو | ۲ام  | ۸۰۰ متر             | ۲:۰۶٫۱۳  |
| ۲۰۰۷ | مسابقات قهرمانی نوجوانان آفریقا | واگادوگو، بورکینا فاسو | ۳ام  | ۱۵۰۰ متر            | ۴:۲۰٫۹۱  |
| ۲۰۰۷ | بازی‌های پان عرب                 | قاهره، مصر             | ۳ام  | ۸۰۰ متر             | ۲:۰۹٫۵۰  |
| ۲۰۰۸ | مسابقات قهرمانی آفریقا          | آدیس آبابا، اتیوپی     | ۴ام  | ۸۰۰ متر             | ۲:۰۴٫۷۴  |
| ۲۰۰۹ | بازی‌های مدیترانه‌ای              | پسکارا، ایتالیا        | ۲ام  | ۸۰۰ متر             | ۲:۰۰٫۹۱  |
| ۲۰۰۹ | مسابقات جهانی                   | برلین، آلمان           | ۲۳ام | ۸۰۰ متر             | تمام نشد |
| ۲۰۰۹ | بازی‌های فرانکفونی               | بیروت، لبنان           | ۲ام  | ۸۰۰ متر             | ۲:۰۲٫۷۶  |
| ۲۰۰۹ | بازی‌های فرانکفونی               | بیروت، لبنان           | ۳ام  | ۴ در ۴۰۰ متر امدادی | ۳:۳۷٫۷۲  |
| ۲۰۱۰ | مسابقات جهانی داخل سالن         | دوحه، قطر              | ۸ام  | ۸۰۰ متر             | ۲:۰۳٫۸۱  |
| ۲۰۱۰ | مسابقات قهرمانی آفریقا          | نایروبی، کنیا          | ۸ام  | ۸۰۰ متر             | تمام نشد |
| ۲۰۱۱ | مسابقات جهانی                   | دئگو، کرهٔ جنوبی        | ۲۴ام | ۸۰۰ متر             | تمام نشد |
| ۲۰۱۲ | بازی‌های المپیک                  | لندن، بریتانیا         | ۱۱ام | ۸۰۰ متر             | ۱۱ام     |
| ۲۰۱۳ | مسابقات جهانی                   | مسکو، روسیه            | ۱۱ام | ۸۰۰ متر             | ۱۱ام     |